# Pietro Chesi
Pietro Chesi (Gambassi Terme, 24 de novembre de 1902 – Florència, 15 d'agost de 1944) va ser un ciclista italià que fou professional entre 1925 i 1934. Anomenat Pelo, el seu èxit esportiu més destacat fou la sorprenent victòria a la Milà-Sanremo de 1927.
Capturat pels partisans per haver-se adherit a la República Social Italiana fou processat per un tribunal popular, el qual l'absolgué gràcies a la intervenció d'un seguidor. Un cop alliberat fou capturat de nou per un grup antifeixista i afusellat molt a prop de la Basílica de la Santa Creu de Florència.

## Palmarès
- 1926
  - 2n a la Copa Cavacciocchi
- 1927
  - 1r de la Milà-Sanremo
- 1928
  - 10è al Giro d'Itàlia